# Sida (geslacht)
Sida is een geslacht van kreeftachtigen uit de klasse van de Branchiopoda (blad- of kieuwpootkreeftjes).

## Soorten
- Sida aurita (Fischer, 1849)
- Sida crystallina (O. F. Müller, 1776)